# Institut Fresnel
L'Institut Fresnel est un laboratoire de recherche créé en 2000 avec la volonté de fédérer sur le Campus de l'étoile (Marseille Saint Jérôme) l'ensemble des compétences en optique, électromagnétisme et photonique, image et signal. Cet Institut a émergé par fusion de 3 unités de recherche associées au CNRS, à l'Université d'Aix-Marseille (AMU) ou à l'École Centrale Méditerranée (ECM). L'Institut a été dirigé successivement par Claude Amra (2000-2008), Hugues Giovannini (2008-2012), Stefan Enoch (2012 à 2019) et Sophie Brasselet (à partir de 2020).
L'Institut Fresnel est une Unité Mixte de Recherche (UMR 7249) et regroupe actuellement 195 chercheurs, enseignants-chercheurs et doctorants répartis en 14 équipes de recherche. Ses thèmes scientifiques dominants se rapportent à l'optique et à l'image, plus précisément dans les domaines de la Photonique, de l’Électromagnétisme, du Traitement des images, du Traitement du signal, des Métamatériaux, des Ondes aléatoires, de l'Imagerie avancée, de la Biophotonique, de l'Imagerie biomédicale, de la Nanophotonique, de la Plasmonique, des Composants Optiques, de l'Endommagement et des procédés lasers. 
L'Institut Fresnel dispose depuis 2015 d'un "Espace Photonique" où sont rassemblées toutes les unités de fabrication de filtres optiques (Couches Minces Optiques).
Depuis septembre 2010, le laboratoire est enfin coordonnateur de programme Erasmus+ Europhotonics porté par Aix Marseille Université et financés par l'Union Européenne. 